# Martwe prawo
Martwe prawo, martwa litera – prawo, które mimo iż jest obowiązujące w sensie formalnym, jest powszechnie nieprzestrzegane przez jego adresatów, a organy państwa nie dążą w tym względzie do zmiany – przynajmniej gdy chodzi o ich działanie z urzędu.
W Polsce za prawo przynajmniej częściowo martwe można uznać ten przepis prawa o ruchu drogowym, który nakazuje zachować 1,5 metra odległości na chodniku przy parkowaniu na nim samochodu, lub przepis, który zakazuje parkowania samochodu w odległości mniejszej niż 10 metrów od skrzyżowania.
W przeciwieństwie do desuetudo prawo martwe nie jest pozbawione mocy obowiązującej i nie wykluczone jest poniesienie odpowiedzialności za niestosowanie się do niego.